# (32668) 6278 P-L
6278 P-L (asteroide 32668) é um asteroide da cintura principal. Possui uma excentricidade de 0.11286260 e uma inclinação de 2.43099º.
Este asteroide foi descoberto no dia 24 de setembro de 1960 por Cornelis Johannes van Houten e Ingrid van Houten-Groeneveld e Tom Gehrels em Palomar.